# Юба
Юба (на английски: Yuba) е окръг в Калифорния, САЩ. Окръжният му център е град Мерисвил. Окръг Юба се намира в Централната калифорнийска долина.

## География
Юба е с обща площ от 1667 кв.км. (644 кв.мили).

## Население
Окръг Юба е с население от 60 219 души. (2000)

## Градове
- Мерисвил
- Уийтленд

## Градчета
- Смартвил

## Други населени места
- Линда
- Лома Рика
- Оливхърст
- Плумас Лейк